# Silke Super
Silke Super, bürgerlich Silke Wissing, (* 15. August 1968 in Münster) ist eine deutsche Radio- und Fernsehmoderatorin sowie Redakteurin. Sie lebt in Berlin-Kreuzberg sowie im Oderbruch, arbeitet in Berlin, ist verheiratet und hat eine Tochter.

## Beruflicher Werdegang
Silke war als Teenager in Inszenierungen der Städtischen Bühnen Münster zu hören, sammelte Erfahrungen als Studiosängerin und sang unter anderem in der New-Wave-Band If Idaho Falls.
Ab 1993 arbeitete sie bei unterschiedlichen Hamburger Plattenlabels (A&R-Assistentin/Phonogram, Promotion/Urban) und wechselte 1996 in das erste deutsche Redaktionsteam von MTV. Nach Anfängen als Termin-Organisatorin leitete sie später die Abteilung Talent & Artist Relations und war Musikchefin für den Bereich MTV Central Europe (MTV Germany, Österreich, Schweiz). Im März 1999 wechselte sie als Musikchefin zum Musiksender VIVA nach Köln.
2001 zog es sie zurück nach Hamburg, wo sie freiberuflich (überwiegend für das Label Warner Music) als Video-Commissioner tätig wurde. 2004 wurde sie in Berlin Mitarbeiterin im Produktionsteam von Regisseur Marcus Sternberg.
Seit dem 1. Januar 2025 ist sie die Geschäftsführerin der Tourismus GmbH Bad Freienwalde.

## Karriere als Radiomoderatorin
Ab Sendebeginn 2005 hatte Silke Super eine tägliche, mehrstündige Sendung beim Berliner Radiosender 100,6 Motor FM. Dort trug sie auch die redaktionelle Verantwortung. Von 2011 bis 2024 moderierte sie beim rbb-Hörfunkprogramm Radio Eins vor allem die wochentägliche Abendsendung Live aus dem Bikini vor Publikum im Wechsel mit Marion Brasch sowie seit Mai 2023 die Musiksendung „Alles so schön bunt hier“ an jedem 2. Sonntag Abend.

## Nebenberufliche Tätigkeiten
- Super gibt nebenberuflich Interview-Coachings, moderiert außerhalb von Radio Eins und arbeitet als DJ.
- Seit 2006 ist sie Mitglied des Coaching-Teams der zweimal jährlich stattfindenden Bandfactory der LAG Rock (Landesverband der niedersächsischen Popularmusikinitiativen) in Hannover und hält regelmäßig Workshops, Seminare, Vorträge und Panels zu Teilbereichen ihrer Arbeit in der Musikindustrie (unter anderem auf der Popkomm, der c/o pop sowie bei der Popakademie Baden-Württemberg).
- Sie war in der Rolle der „April Carradine“ in den Folgen 34 und 35 der Mystery-Hörspiel-Serie Gabriel Burns zu hören.
- Ab Mai 2011 moderierte sie die Musiksendung Berlin Live für den Fernsehsender ZDFkultur und berichtete im Sommer 2011 für das ZDF und arte in acht jeweils vierstündigen Livesendungen von europäischen Musikfestivals (u. a. zum 1. Mal direkt vom Glastonbury Festival in England).
- Im Oktober 2017 führte sie das offizielle Interview zum Erscheinen des Doppelalbums Berliner Schule von Farin Urlaub mit dem Künstler.
- Sie las Teile des Hörbuchs Scharnow, des Debütromans von Bela B.
- 2019 moderierte Silke Super zum 3. Mal die ARD-Bühne der IFA.
- Sie verfasste die Booklet-Texte für die DVD & CD „MTV unplugged“ sowie das Studioalbum „Mir Ist So Nach Dir“ von Max Raabe & Palast Orchester.
- Sie sang die Backingvocals auf dem Song „Nachmittag“ vom 2021 erschienen Die Ärzte-Album „Dunkel“.
- Sie ist zusammen mit der Musikerin & Radio-Kollegin Annika-Line Trost das Rock Lobster DJ Team, das seit 2023 auf den regelmäßigen Rock Lobster Parties (anfangs im Lido, inzwischen im Privatclub, beides Berlin) auflegt.